# Leutersdorf (Oberlausitz)
Leutersdorf (oberlausitzisch: Leckerschdurf) ist eine Gemeinde im Landkreis Görlitz des Freistaates Sachsen mit gleichnamigen Hauptort.

## Geographie
Leutersdorf liegt am Leutersdorfer Wasser im Süden der Oberlausitz, unmittelbar an der tschechischen Grenze. Nachbargemeinden sind Seifhennersdorf, Großschönau und Varnsdorf im Süden, Ebersbach-Neugersdorf im Nordwesten, Kottmar im Norden und Oderwitz im Osten.
Auf dem Gemeindegebiet liegen mehrere kleinere Berge:
- Oberoderwitzer Spitzberg (510 m ü. NHN)
- Großer Stein (470,8 m ü. NHN)
- Warnsdorfer Spitzberg (544,3 m n.m.) Gipfel liegt in Tschechien
- Wacheberg (452 m ü. NHN)
- Heinrichshöhe (432,4 m ü. NHN)

## Ortsgliederung
Die Gemeinde Leutersdorf gliedert sich in folgende Ortsteile:
| - Folge, - Hetzwalde, - Leutersdorf, | - Neuwalde, - Sorge, - Spitzkunnersdorf |

## Geschichte
Zum ersten Mal urkundlich erwähnt wurde Leutersdorf 1347 unter dem Namen Lutgersdorf oder Luitgersdorf. Spitzkunnersdorf wurde im gleichen Jahr erstmals als Kirchdorf Cunarsdorf und 1384 als Connersdorf genannt. Die Dörfer wurden im 15. und 16. Jahrhundert mehrfach unter verschiedenen adligen Ortsherren aufgeteilt.
Mittel- und Oberleutersdorf sowie Cunnersdorf kamen 1635 mit der Oberlausitz unter die Herrschaft des Kurfürsten von Sachsen. Weite Teile des heutigen Gemeindegebiets mit Niederleutersdorf, die zur Herrschaft Rumburg gehörten, blieben Teil des Königreichs Böhmen. Die Herren von Rumburg, seit 1681 Angehörige des Hauses Liechtenstein, ließen den größten Teil dieses Gebiets zunächst durch einen herrschaftlichen Meierhof bewirtschaften. Im 18. Jahrhundert entstanden dort die Ortschaften Josephsdorf, Neuwalde und Neuleutersdorf. 1784 wurde in Niederleutersdorf ein Dorfrichter berufen, womit der Ort eine eigenständige Gemeinde wurde. Kirchlich gehörten die katholischen Bewohner aber zu Rumburg. Der südlich gelegene Seifenteich brach 1803 und wurde nicht wieder angestaut. Der Hauptort Leutersdorf war um 1830 in acht politische Gemeinden zersplittert, von denen vier auf böhmischem Territorium lagen. Nach der Gründung des Deutschen Zollvereins nahm die Pascherei in Leutersdorf enorme Ausmaße an; fast alle Einwohner schmuggelten gelegentlich über die unüberschaubare Grenze, ein Großteil betrieb die Pascherei gewerbsmäßig.

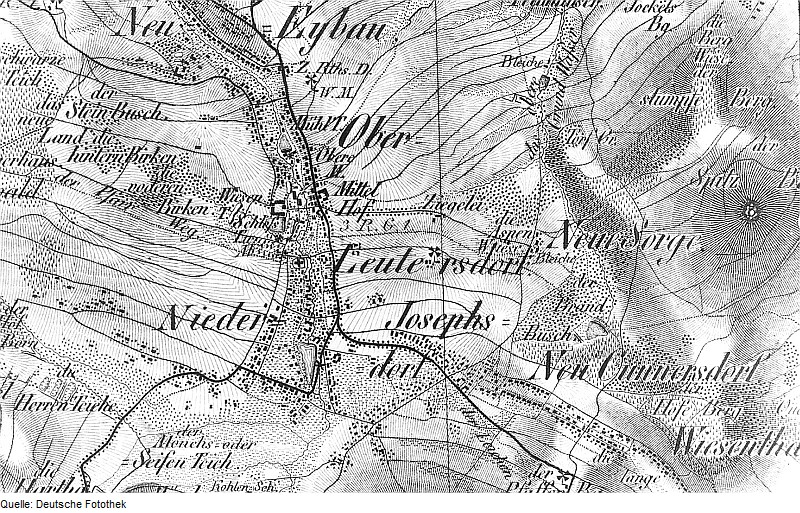
Karte von Oberreit mit Leutersdorf um 1845

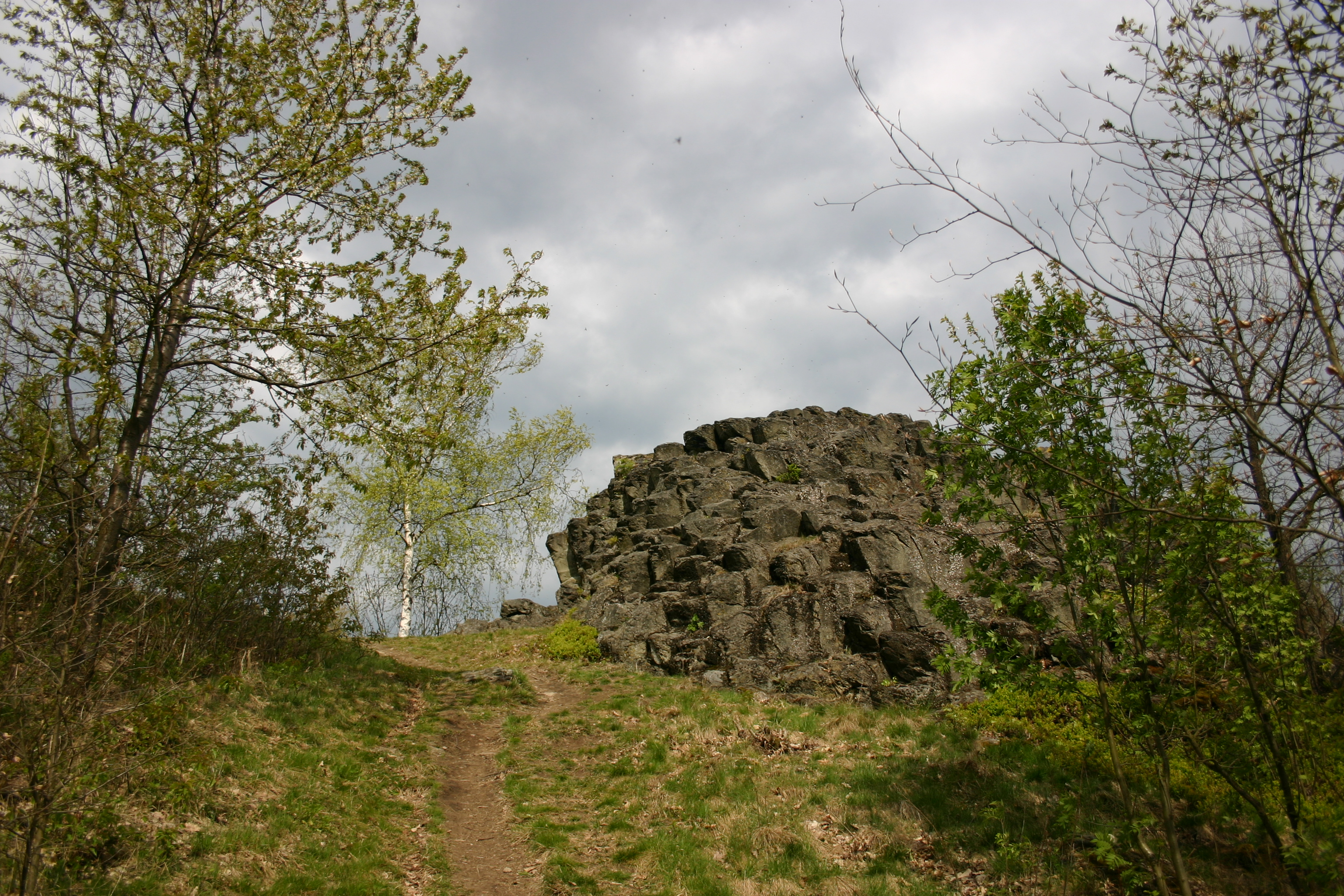
Goethekopf auf dem großen Stein

Durch den Haupt-Gränz- und Territorial-Recess zwischen dem Königreich Sachsen und dem Kaisertum Österreich vom 5. März 1848 kam die böhmische Enklave Niederleutersdorf am 12. März 1849 zu Sachsen. 1870 wurden Mittel- und Oberleutersdorf zu einer Gemeinde vereinigt und 1907 wurde aus Nieder-, Ober- und Mittelleutersdorf sowie Josephsdorf und Hetzwalde die Gemeinde Leutersdorf gebildet, der sich 1922 auch das katholische Neuleutersdorf anschloss. Seit dem 1. Januar 1998 gehört auch Spitzkunnersdorf der Gemeinde Leutersdorf an. Die Folge wurde 1956 von Seifhennersdorf nach Leutersdorf umgemeindet. 1998 wurde Spitzkunnersdorf mit Wiesenthal und Neuspitzkunnersdorf eingemeindet.
Leutersdorf wurde auch bekannt durch den Räuberhauptmann Johannes Karasek der mit seiner Räuberbande Ende des 18. Jahrhunderts in der näheren Umgebung sein Unwesen trieb und seinen Schlupfwinkel in der Enklave hatte.

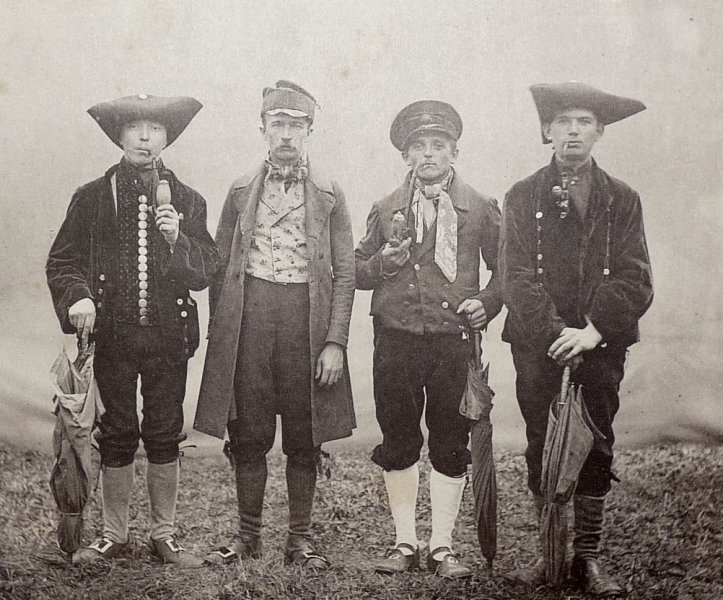
Leutersdorfer Männer in Tracht 1897

## Kirchengebäude
- Auf Grund der besonderen Geschichte des Dorfes bestehen im Ortsteil Leutersdorf zwei größere Kirchbauten:
  - Die katholische Pfarrkirche Mariä Himmelfahrt wurde 1862 nach Plänen des Zittauer Baumeisters Carl August Schramm, einem Schüler Karl Friedrich Schinkels errichtet. Eine Besonderheit des neogotischen Baus ist die landesweit einmalige Dacheindeckung mit farbigen Biberschwänzen.
  - Die Evangelisch-lutherische Christuskirche ist eine Schwesterkirche der Kreuzkirche Seifhennersdorf. Dem ebenfalls neogotischen Bauwerk von 1865 ist leicht anzusehen, dass es ebenfalls von Carl August Schramm entworfen wurde. Sie ersetzte einen in der Nähe befindlichen Kirchbau von 1690. Nach einer umfangreichen Sanierung konnte die seit 2004 wegen Baufälligkeit gesperrte Kirche im Jahr 2006 wieder der Öffentlichkeit zugänglich gemacht werden.
- Im Ortsteil Spitzkunnersdorf steht die evangelisch-lutherische Nikolaikirche. Der barocke Sakralbau wurde am 18. November 1716 geweiht. Die Grundsteinlegung für das Kirchgebäude wurde bereits am 9. Mai 1712 vollzogen.[4]

Kirchen in Leutersdorf und dem Ortsteil Spitzkunnersdorf:
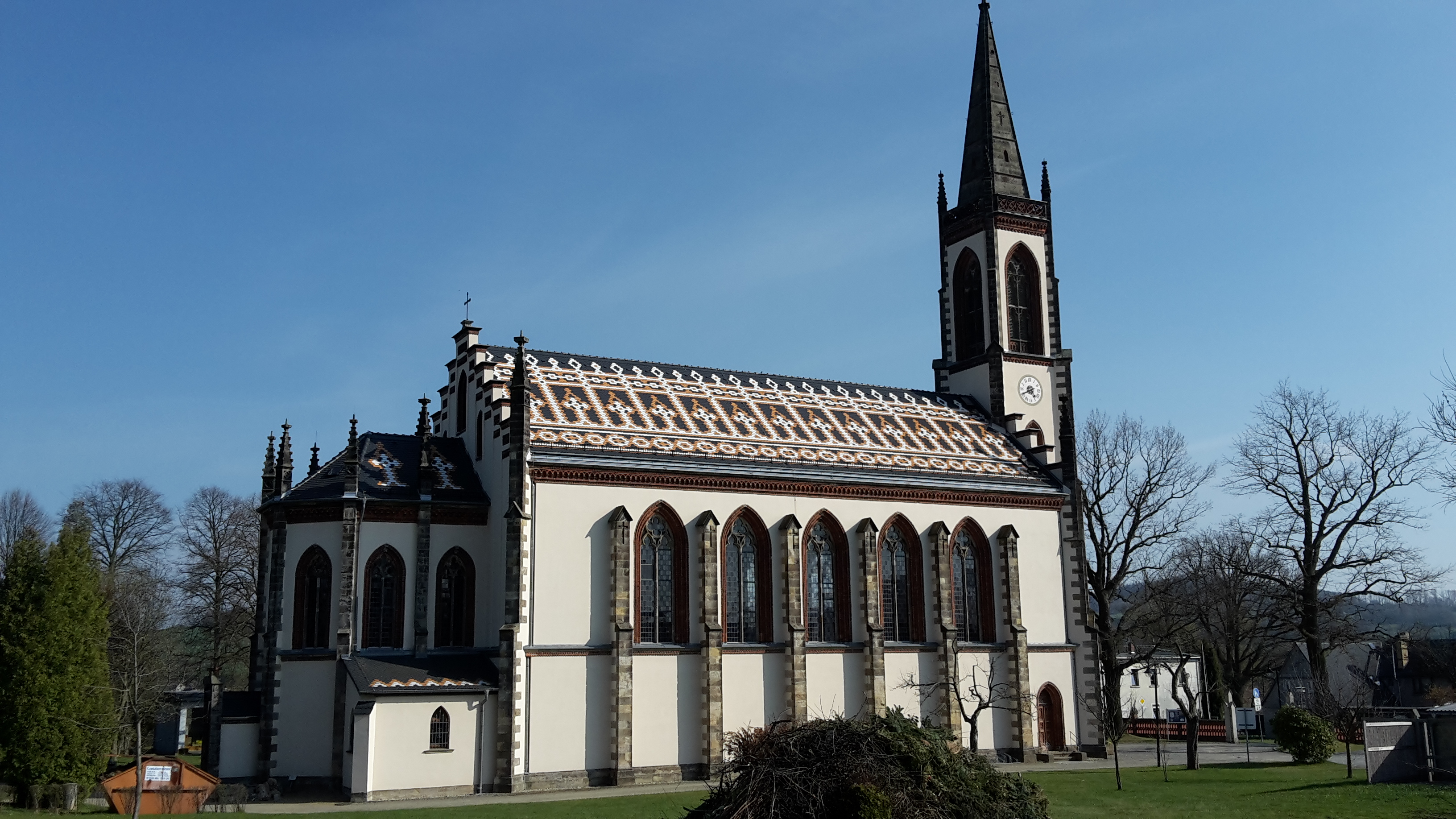
Katholische Pfarrkirche Mariä Himmelfahrt
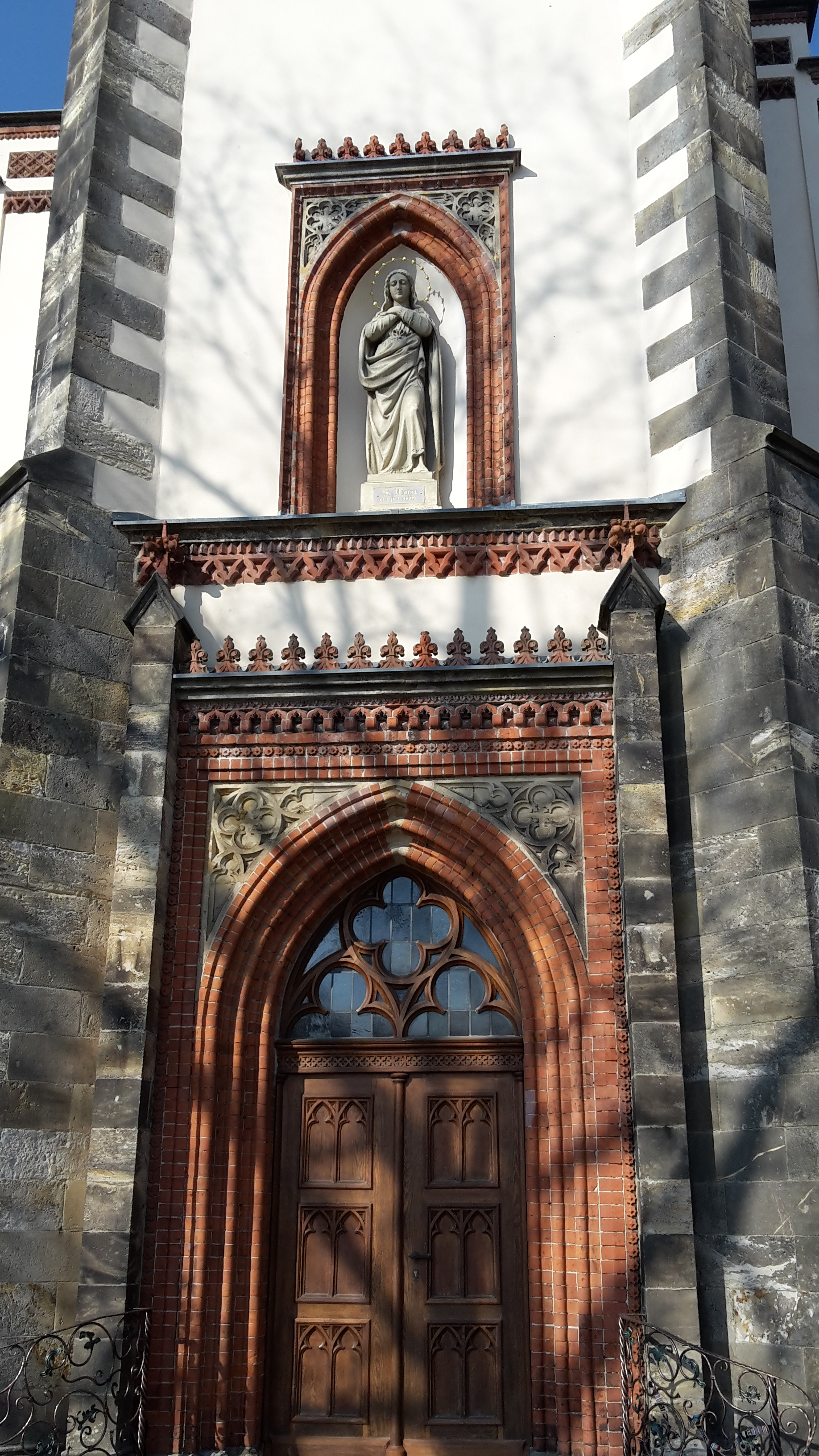
Portal Pfarrkirche Mariä Himmelfahrt
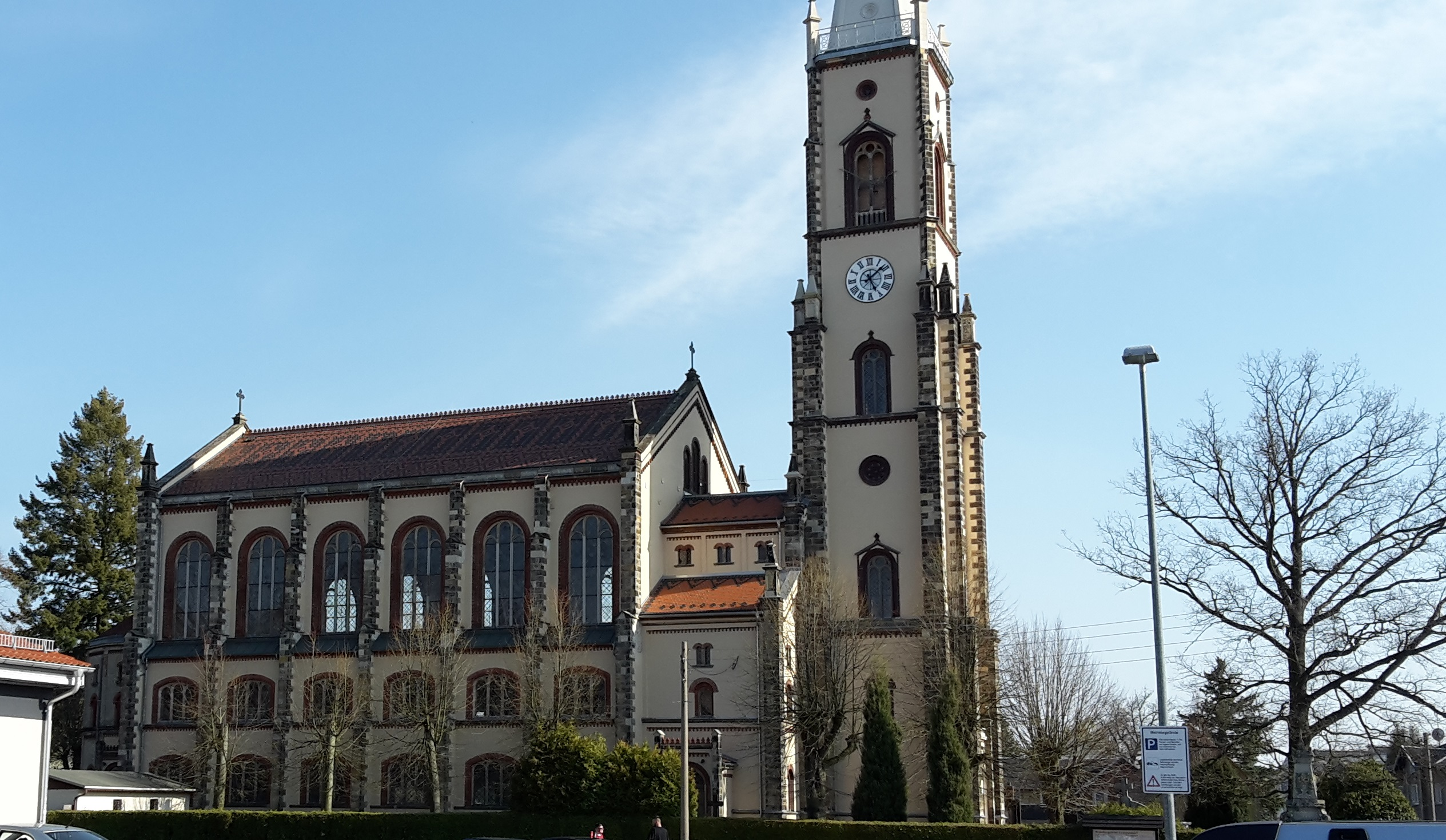
Evangelisch-Lutherische Christuskirche
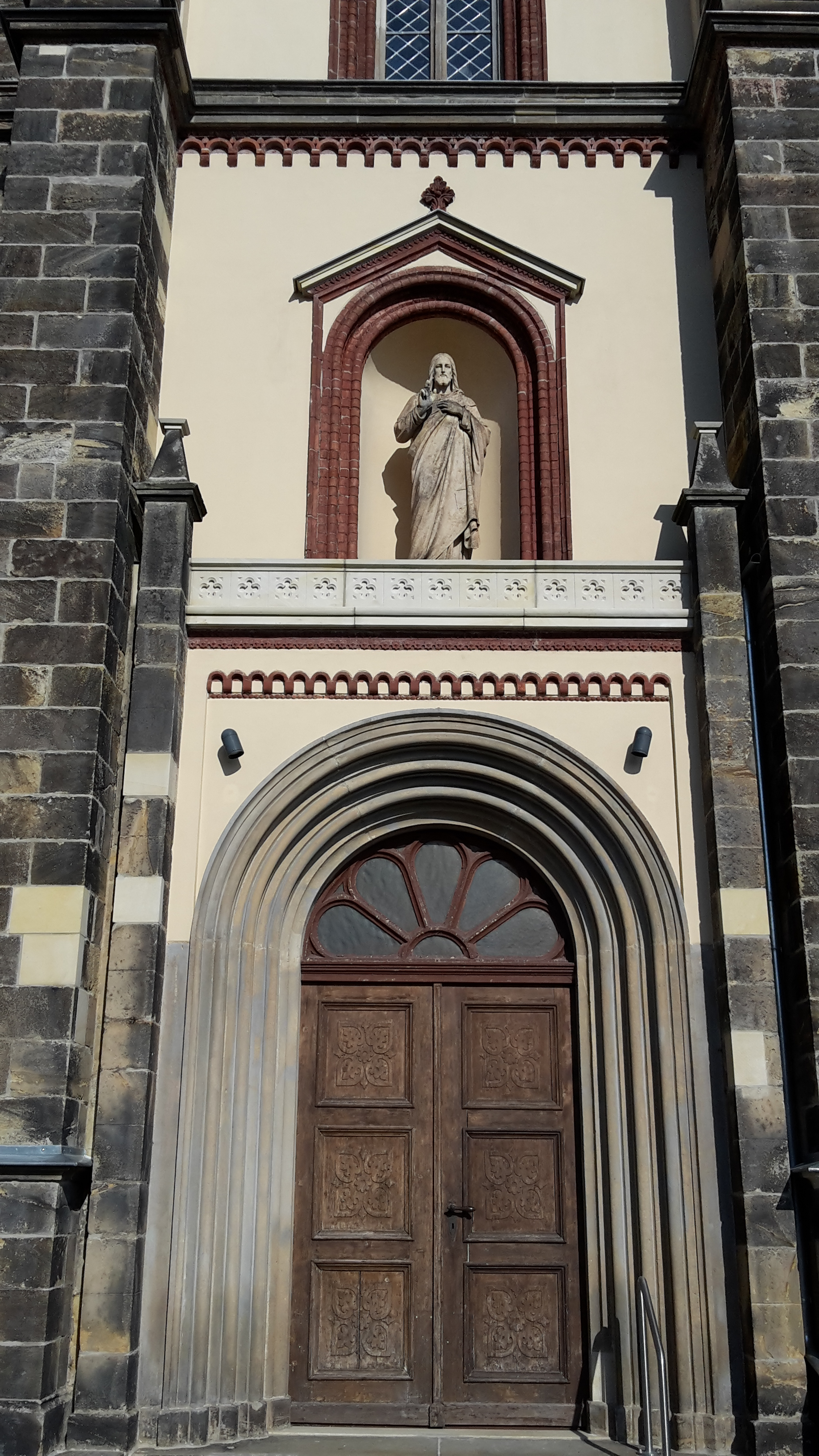
Portal Christuskirche
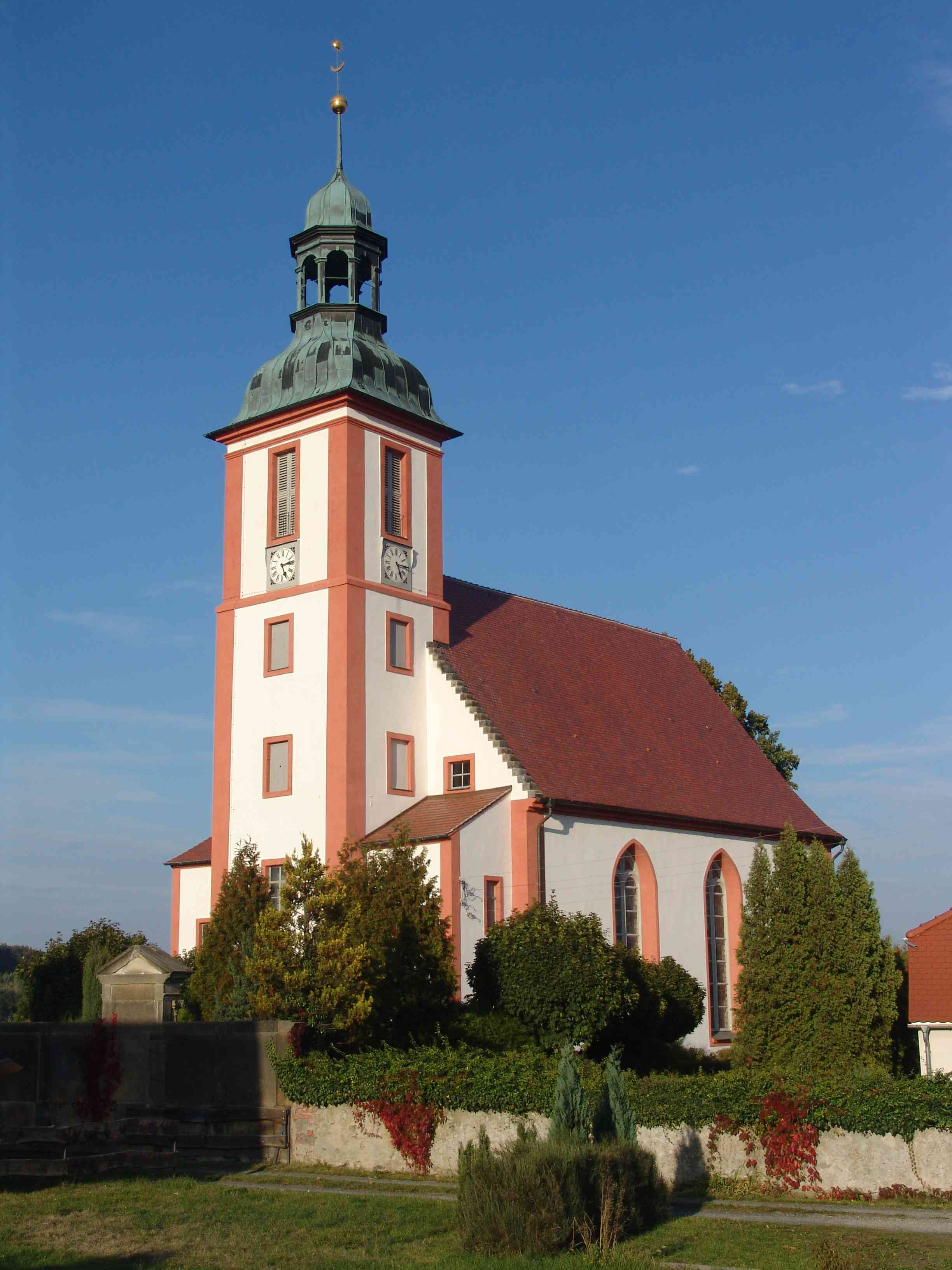
Evangelisch-Lutherische Nikolaikirche, Ortsteil Spitzkunnersdorf

## Politik

### Gemeinderat
Seit der Gemeinderatswahl am 9. Juni 2024 verteilen sich die 14 Sitze des Gemeinderates folgendermaßen auf die einzelnen Gruppierungen:
- Freie Wähler Leutersdorf (FWL): 8 Sitze (± 0)
- Christlich Demokratische Union Deutschlands (CDU): 6 Sitze (± 0)

| Gemeinderat ab 2024Insgesamt 14 Sitze - FWL: 8 - CDU: 6 | Liste                    | 2024   | 2024   | 2019   | 2019   | 2014   | 2014   |
| Gemeinderat ab 2024Insgesamt 14 Sitze - FWL: 8 - CDU: 6 | Liste                    | Sitze  | in %   | Sitze  | in %   | Sitze  | in %   |
| Gemeinderat ab 2024Insgesamt 14 Sitze - FWL: 8 - CDU: 6 | Freie Wähler Leutersdorf | 8      | 55,3   | 8      | 51,7   | –      | –      |
| Gemeinderat ab 2024Insgesamt 14 Sitze - FWL: 8 - CDU: 6 | CDU                      | 6      | 44,7   | 6      | 48,3   | 11     | 76,8   |
| Gemeinderat ab 2024Insgesamt 14 Sitze - FWL: 8 - CDU: 6 | UWV                      | –      | –      | –      | –      | 3      | 23,2   |
| Gemeinderat ab 2024Insgesamt 14 Sitze - FWL: 8 - CDU: 6 | Wahlbeteiligung          | 71,0 % | 71,0 % | 65,7 % | 65,7 % | 54,5 % | 54,5 % |

### Bürgermeister
Bürgermeister war von 1990 bis 2024 Bruno Scholze. Er legte zum 31. Mai 2024 sein Amt nieder.
| Wahl | Bürgermeister   | Vorschlag | Wahlergebnis (in %) |
| ---- | --------------- | --------- | ------------------- |
| 2024 | Bianka Smykalla | Smykalla  | 75,8                |
| 2022 | Bruno Scholze   | Scholze   | 94,7                |
| 2015 | Bruno Scholze   | CDU       | 97,7                |
| 2008 | Bruno Scholze   | CDU       | 98,9                |
| 2001 | Bruno Scholze   | CDU       | 97,4                |

## Wirtschaft
Im Jahr 2022 erzielte Leutersdorf Einnahmen aus der Gewerbesteuer in Höhe von 0,6 Millionen Euro. Mit einem Gewerbesteuerhebesatz von 390 % liegt die Gemeinde im Mittelfeld aller Gemeinden Deutschlands. Leutersdorf ist dennoch etwa steuerlich günstiger als die Landeshauptstadt Dresden (Gewerbesteuerhebesatz 450 %).

## Regelmäßige Veranstaltungen
- Pfingstsingen im Ortsteil Spitzkunnersdorf; Pfingstmontag am Hofeberg
- Großes Seifenkistenrennen im Ortsteil Spitzkunnersdorf; jährlich am letzten Sonnabend im Juni
- Sommerfest der Vereine im Ortsteil Spitzkunnersdorf; jährlich am ersten Augustwochenende auf dem Sportplatz
- UNICEF-Party an der Forstenschanze im Ortsteil Spitzkunnersdorf; jährlich im September
- Euroregionale Schachwoche (umfasst insgesamt 3 Turniere für verschiedene Zielgruppen)[11]

## Kultur und Sehenswürdigkeiten

### Denkmäler
Vor der Evangelisch-Lutherischen Christuskirche befinden sich drei Denkmäler:
- Denkmal für die gefallenen Krieger der deutschen Einigungskriege (1866, 1870 und 1871)
- Denkmal für die Gefallenen des Ersten Weltkrieges (1914–1918)
- Denkmal für die Opfer des deutschen Faschismus und Militarismus

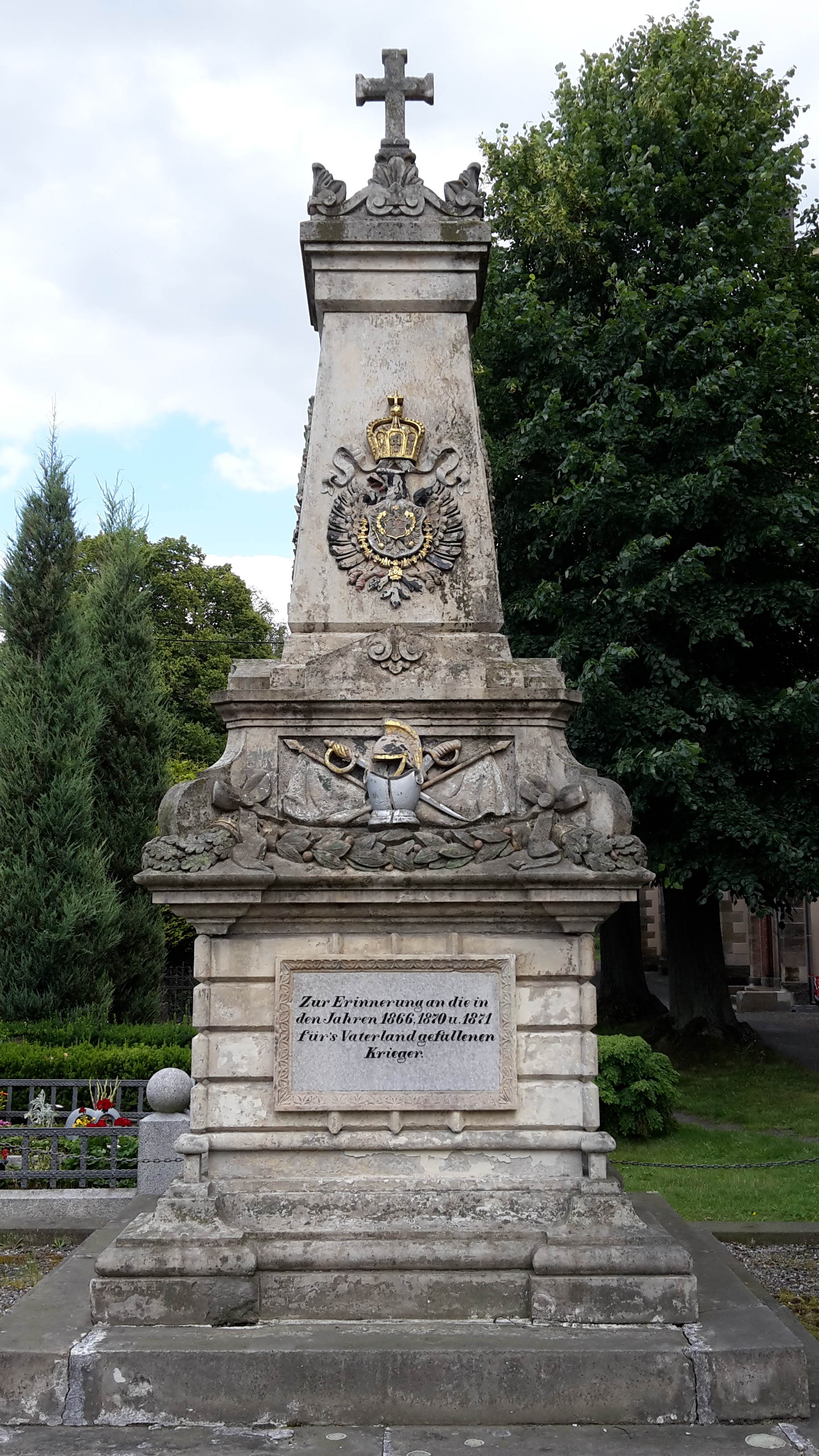
Denkmal für die Gefallenen der deutschen Einigungskriege
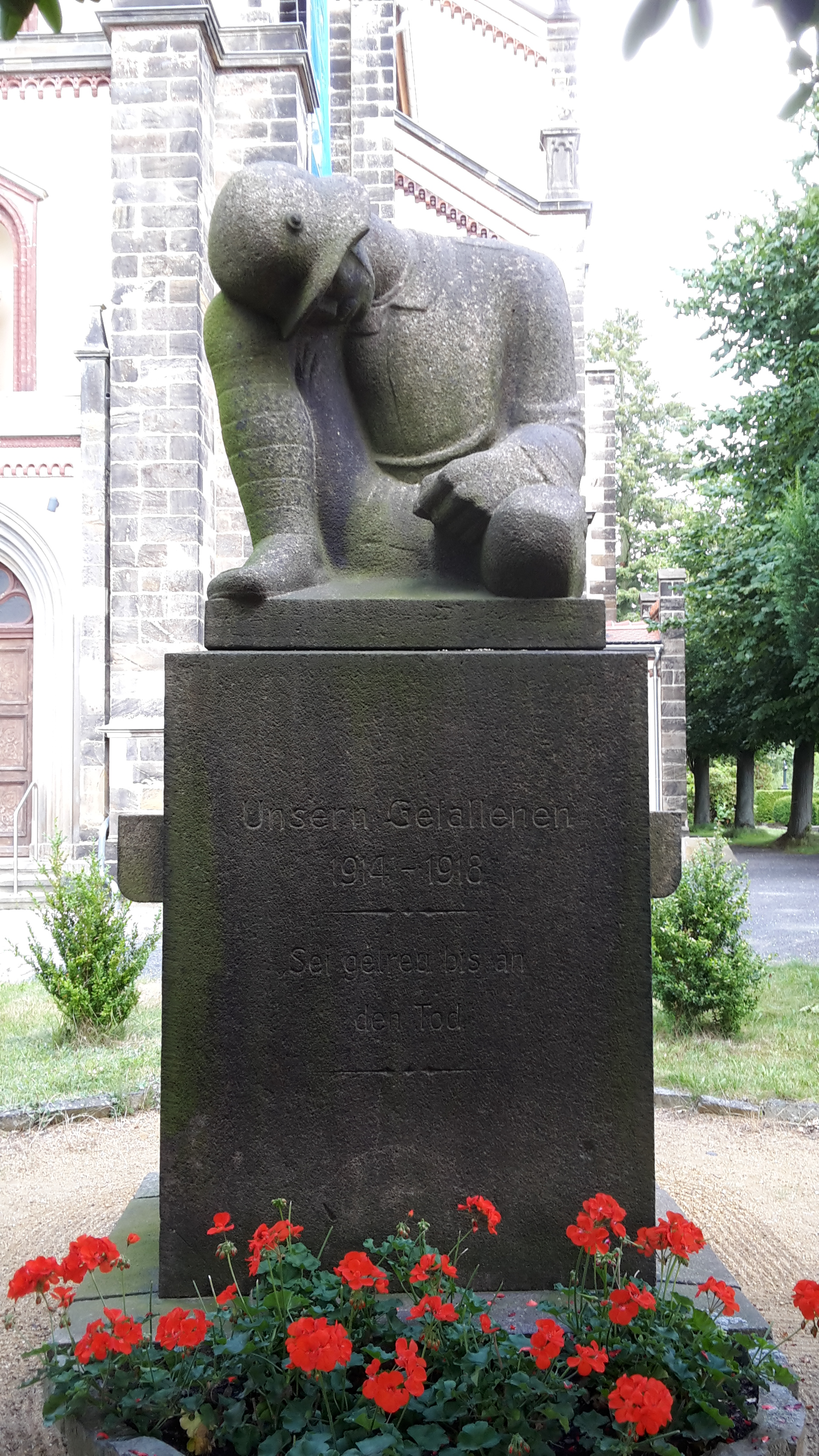
Gefallenendenkmal Erster Weltkrieg
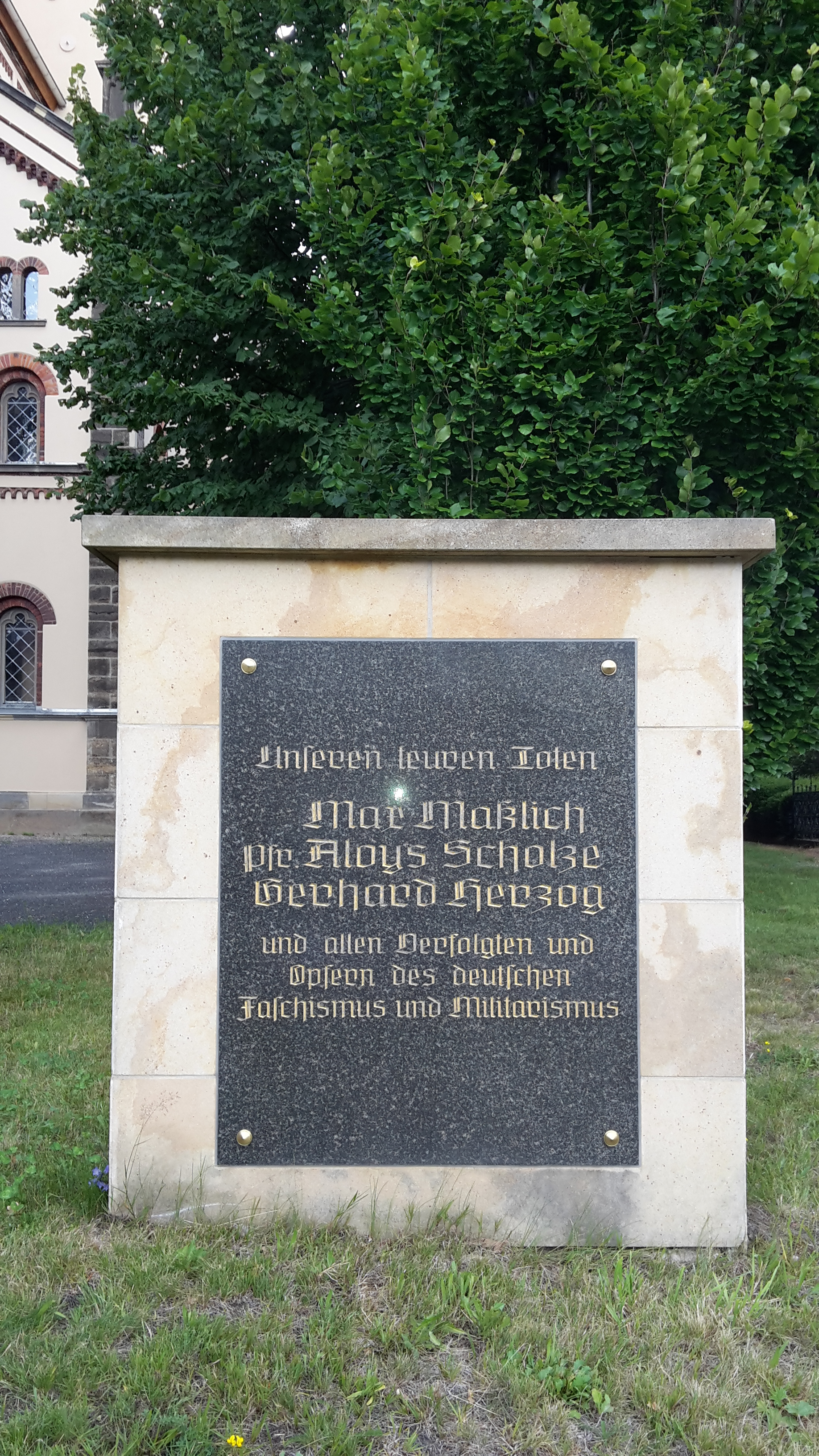
Denkmal für die Opfer des deutschen Faschismus und Militarismus

### Naturschutz
- Siehe auch: Liste der Naturdenkmale in Leutersdorf (Oberlausitz)

## Persönlichkeiten
- Anton Dreyssig (1774–1815), Organist und Chorleiter in Dresden
- Jonathan Christoph Berthold (1787–1864), Arzt, erster Homöopath in der Oberlausitz
- Johannes Herz (1877–1960), lutherischer Theologe und Pfarrer
- Aloys Scholze (1893–1942), katholischer Pfarrer in Leutersdorf; im KZ Dachau verstorben
- Walter Brödel (1911–1997), Mathematiker
- Siegfried Pilz (1925–2011), Kunstradfahrer
- Hans Schiller (1928–2000), Mundartdichter
- Joachim Gocht (1935–2008), Jazz- und Unterhaltungsmusiker
- Günter Gocht (* 1938), Jazz- und Unterhaltungsmusiker
- Winfried Pilz (1940–2019), katholischer Priester, Liederautor
- Konrad Beyreuther (* 1941), Professor für Molekularbiologie an der Ruprecht-Karls-Universität Heidelberg sowie ehrenamtlicher Staatsrat für Lebens- und Gesundheitsschutz in der Landesregierung von Baden-Württemberg

Ehrenbürger
- 2002 Friedrich Criegee[12]
- 2011 Erika Rother

## Verkehr
Der Haltepunkt Leutersdorf lag an der Bahnstrecke Mittelherwigsdorf–Varnsdorf–Eibau; hier halten allerdings keine Personenzüge mehr.
Durch die KVG Dreiländereck bestehen Verbindungen mit den Buslinien 37 und 38 sowie ergänzend durch die Sonderlinien S37 und S38 nach Seifhennersdorf, Herrnhut, Ebersbach und Großschönau.